# Ioan Kornis
Ioan Kornis (János gróf Kornis de Gönczruszka), (n. 15 septembrie 1781, Cluj, Monarhia Habsburgică – d. 15 august 1840, Cluj, Imperiul Austriac) a fost guvernator al Transilvaniei între anii 1838-1840. 